# N289 (België)
De N289 is een gewestweg in Brussel, België. De weg heeft een lengte van ongeveer 2,7 kilometer en verloopt via de Broustinlaan, Carton de Wiartlaan, Belgicalaan, Vanderstichelenstraat, Picardstraat en Simon Bolivarlaan. Tussen Picardstraat en Simon Bolivarlaan is de weg onderbroken vanwege het Kanaal Charleroi-Brussel.
De gehele weg beschikt over twee rijstroken voor beide rijrichtingen, waarvan merendeels de rijbanen gescheiden zijn van elkaar.

## Toekomst
Het Brussels Gewest plant om op de Bolivarlaan tramlijn 15 (Brussel) aan te leggen, waarbij de rijbaan naar één rijstrook per richting wordt gebracht.

## N289a
De N289a is samen in combinatie met de N288 een rondweg om het treinstation Brussel-Noord heen. De N289a heeft een lengte van ongeveer 1,2 kilometer.

## N289b
De N289b is een aftakking van de N289 en gaat via de Charles Woestelaan naar de N291 toe. De weg kent een lengte van ongeveer 1,1 kilometer.

## N289c
De N289c is een verbindingsweg tussen de N289 en de R20 via de Jubelfeestlaan. De weg kent een lengte van ongeveer 550 meter.